# Eriozona laxus
Eriozona laxus är en tvåvingeart som först beskrevs av Osten Sacken 1875.  Eriozona laxus ingår i släktet barrblomflugor, och familjen blomflugor. Inga underarter finns listade i Catalogue of Life.